# Ericoideae
Ericoideae é uma subfamília de plantas dicotiledóneas pertencente à família Ericaceae. Segundo Watson & Dallwitz, ela compreende uma vintena de espécies repartidas por três géneros:
- Ceratiola
- Corema
- Empetrum.

São pequenos arbustos das zonas frias a temperadas dos hemisférios norte e sul.
O sistema APG II incorpora esta família nas Ericaceae.